# Mark Caughey
Mark Caughey (né le 27 août 1960 à Belfast en Irlande du Nord) est un footballeur international nord-irlandais, qui évoluait au poste d'attaquant.

## Biographie

### Carrière en club
Mark Caughey joue en faveur de clubs nord-irlandais, anglais, et écossais.
Il inscrit 10 buts en première division écossaise lors de la saison 1987-1988 avec le club d'Hamilton Academical.
Il remporte au cours de sa carrière un titre de champion d'Irlande du Nord avec le Linfield FC. Il joue deux matchs en Ligue des champions, et deux matchs en Ligue Europa, avec les clubs nord-irlandais du Linfield FC et du Bangor FC.

### Carrière en sélection
Mark Caughey joue deux matchs équipe d'Irlande du Nord lors de l'année 1986.
Il reçoit sa première sélection le 26 février 1986, en amical contre la France à Paris (match nul et vierge). Il joue son second match le 26 mars 1986, en amical contre le Danemark (match nul 1-1 à Belfast).
Il figure dans le groupe des sélectionnés lors de la Coupe du monde de 1986. Lors du mondial organisé au Mexique, il ne joue aucun match.

## Palmarès
| Linfield - Championnat d'Irlande du Nord (1) : - Champion : 1985-86. |  | Bangor - Championnat d'Irlande du Nord : - Vice-champion : 1990-91. |